# Великий Тегеран

Муніципальні райони Тегерана

Великий Тегеран (перс. تهران بزرگ — Техран-е Бозорг) — агломерація в Ірані, до складу якої, як правило, включають місто Тегеран, центральну частину остана Тегеран, а також шахрестан Кередж в остані Альборз. У Великому Тегерані проживає близько 15 млн осіб, з них близько 8,5 — у міських межах Тегерана.
Великий Тегеран як агломерацію не слід плутати з такими поняттями:
- Остан (провінція) Тегеран (площа 18814 км², населення 13 268 000 — 2016). Частина території остана по щільності населення і віддаленості від Тегерана не може розглядатися як частина міської агломерації
- Шахрестан Тегеран (площа ~ 1300 км², населення 8 847 000 (2016), з яких приблизно 97,5% проживає власне у місті Тегерані)
- Місто Тегеран як адміністративна одиниця. Включає 22 муніципальних райони (поділених на 109 кварталів), з яких два райони повністю, а один частково розташовані за межами шахрестану Тегеран. Загальна площа — близько 730 км².